# Dieter Meurer

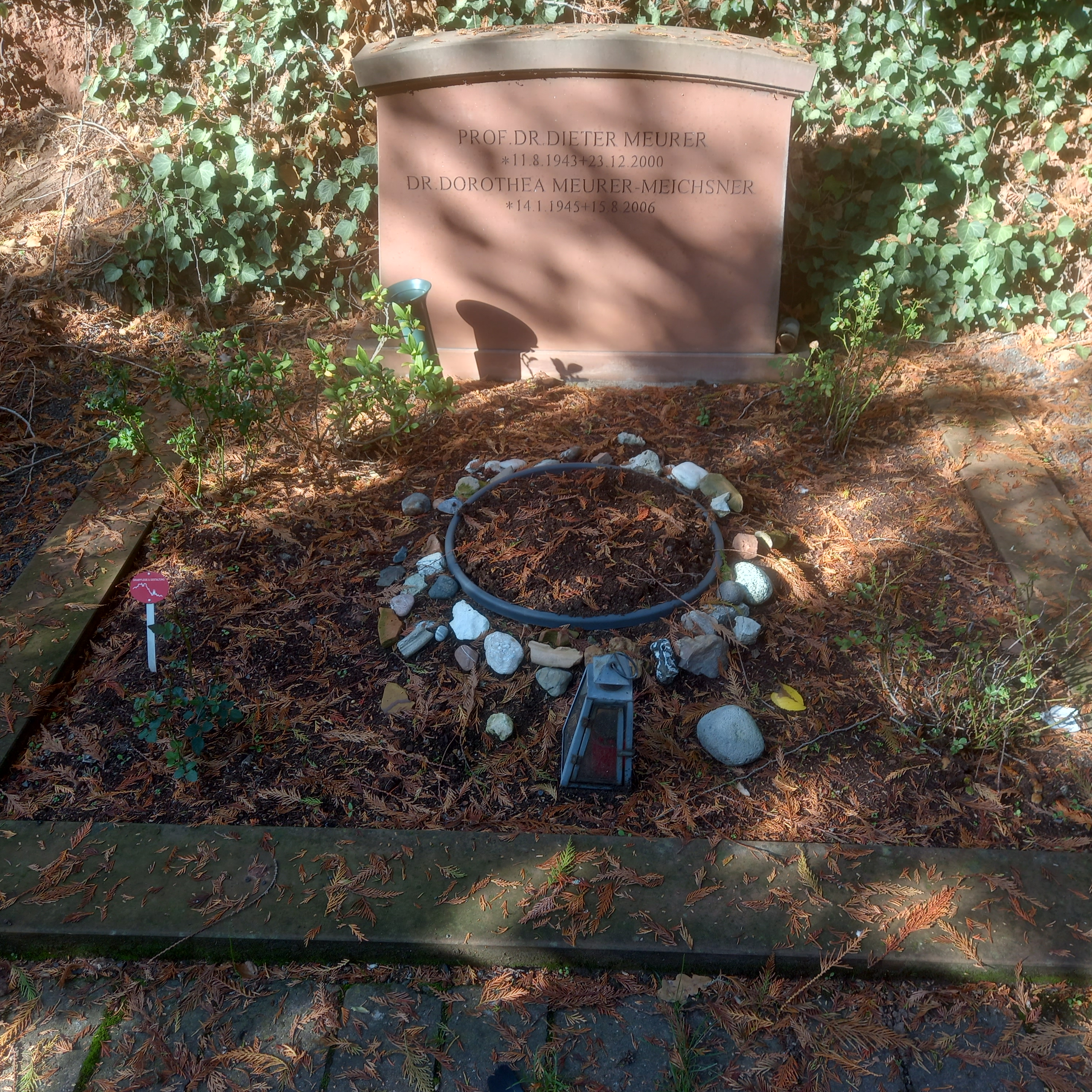
Das Grab von Dieter Meurer und seiner Ehefrau Dorothea Meurer-Meichsner auf dem Hauptfriedhof Marburg

Dieter Meurer (* 11. August 1943 in Heimersheim (Ahr); † 23. Dezember 2000 in Wiesbaden) war ein deutscher Rechtswissenschaftler.

## Leben
Der Schüler von Richard Lange (Köln) promovierte mit der Arbeit Fiktion und Strafurteil und war ab 1979 Inhaber des Lehrstuhls für Strafrecht, Strafprozessrecht und Rechtsphilosophie an der Philipps-Universität Marburg, den er bis zu seinem plötzlichen Tod innehatte. Meurer verwies häufig darauf, dass er damit in Marburg einer der Nachfolger des großen Strafjuristen und Begründers des Präventionsgedankens Franz von Liszt sei, der mit seinem Marburger Programm Strafrechtsgeschichte geschrieben habe.
Meurer war bekannt für seine lebhaften Vorlesungen. Mit der Gründung des Instituts für Rechtsinformatik an der Philipps-Universität Marburg und mit seinen mehrjährigen Amtszeiten als Dekan konnte er wesentliche Akzente setzen. Hochschulpolitisch war Meurer in der CDU-nahen Hochschulunion aktiv, deren Marburger und hessischer Landesvorsitzender er war. Eine Bewerbung als Präsident der Philipps-Universität blieb im Jahr 2000 erfolglos.
Meurer veröffentlichte zahlreiche Bücher und Aufsätze.
Schüler von Meurer sind unter anderem die Strafrechtsprofessoren Eva Graul (Heidelberg) und Gerhard Wolf (Frankfurt/Oder), die bei ihm habilitierten, sowie der Wirtschaftsrechtler Axel Benning (FH Bielefeld), der Richter am Bundesgerichtshof Alfred Bergmann und der Marburger Bürgermeister Franz Kahle.
Meurer war verheiratet mit der Rechtsanwältin Dorothea Meurer-Meichsner und hinterließ drei erwachsene Kinder.

## Rezeption
In Erinnerung an die Verdienste Dieter Meurers auf dem Gebiet der Rechtsinformatik vergibt der Deutsche EDV-Gerichtstag gemeinsam mit der juris GmbH seit 2003 jährlich den Dieter Meurer Förderpreis Rechtsinformatik. Zu den bisherigen Preisträgern gehört Barbara van Schewick für ihre Dissertation Architecture and Innovation: The Role of the End-to-End Arguments in the Original Internet (2006).